# Olea polygama
Espèce
Classification phylogénétique
Olea polygama Wight est une espèce de plantes à fleurs de la famille des Oleaceae et du genre Olea. C'est un arbre qui peut atteindre 15 m de haut. Il pousse en Inde et au Sri Lanka. Il a été reconnu et classé dans le sous-genre Tetrapilus par P.S. Green lors de sa révision du genre Olea (2002) avec ses synonymes et sa description botanique (taxon 15 Tetrapilus).

## Synonymes botaniques
- Olea gardnerii Thwaites, (1860).
- Notelea zeylanica Gardner ex Thwaites, (1860).
- Tetrapilus polygamus (Wight), (1957).

## Description botanique

### Appareil végétatif
C'est un arbre qui peut atteindre 15 m de haut. Il est androdioïque. Les jeunes pousses sont glabres.
Les feuilles sont coriaces, glabres, avec des pétioles qui ont entre 3 et 8 mm de long. Le limbe est largement elliptique à étroitement elliptique de (1,5-)2,5 à 6(-8) cm de long et large de (0,8-)1,5 à 3(-4) cm de large, la base est aigüe à obtuse, atténuée sur le pétiole, l'apex est obtus et arrondi à aigu ou acuminé. Les bords sont entiers. Il y a 4 à 5 nervures primaires sombres de part et d'autre de la nervure centrale.

### Appareil reproducteur

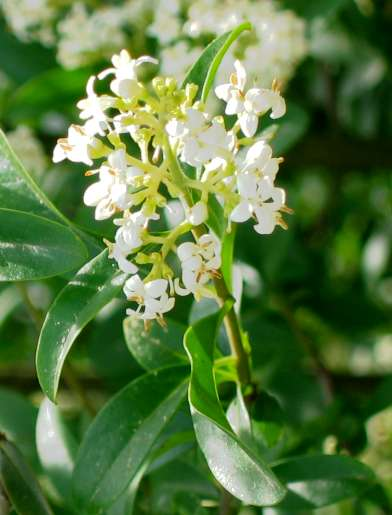
Inflorescence d'Oleacée en panicule

Les inflorescences sont axillaires en panicules cymeux, les ramification subombellées, glabres, de 1 à 4 cm de long, à fleurs abondantes. Les pédicelles ont 0,5 à 2 mm de long. Les fleurs mâles viennent des bourgeons un peu globuleux mesurant 1 mm de diamètre.
Le calice est glabre, en tube de 0,5 mm de long, les lobes en triangles arrondis de 0,5 mm de long. La corolle est blanche formant un tube de 0,5 mm de long cucullés. Les anthères des étamines sont largement ellipsoïdes, de 1 mm de long, subsessiles. L'ovaire est avorté dans les fleurs mâles,  conique dans les fleurs femelles, de 1 à 1,5 mm de long avec un style de 0,5 mm de long, le stigmate est légèrement bilobé. Le fruit est une drupe ellipsoïde de 10 par 7 mm.

### Répartition géographique
Le matériel examiné provient :
- de l'Inde : Tamil Nadu (1847), Sispara (mai 1884) ;
- du Sri Lanka : Badulla au-dessus d'Haputale (8 mai 1969), Kandi (oct. 1978), Campbells Lane (18 jan. 1975), Matara (1969), Horton plains (mars 1975).

## Sources
Pour des articles plus généraux, voir Oleaceae, Olea et Tetrapilus.